# Валери, Стефан
Стефан Валери (фр. Stéphane Valeri, род. 1 марта 1962, Монако) — монакский политик, тринадцатый председатель Национального совета Монако.

## Биография
Родился 1 марта 1962 года в Монако.
Учился в лицее имени Альбера I Монакского, позднее — в лицее Массена в Ницце.
Окончил Европейскую школу бизнеса в 1986 году.
В 1988 году впервые избран в Национальный совет Монако, став его самым молодым членом. В 1993 году переизбран и возглавил жилищную комиссию.
В 2001 году основал и возглавил партию «Союз за Княжество», которая на выборах 2003 года вместе с партиями «Национальный союз за будущее Монако» и «Объединение за развитие монакского общества» образовала альянс «Союз за Монако», который одержал убедительную победу, заняв 21 кресло в парламенте из 24. На выборах 2008 года альянс повторил этот результат.
С 2003 по 2010 год был председателем Национального совета Монако.
В 2018 году список Стефана Валери получил 21 из 24 места в Национальном совете Монако.

## Награды
- Офицер ордена Святого Карла (Монако, 2005; кавалер — 1999)[1]
- Кавалер ордена Почётного легиона (Франция, 2012)[2]